# 1960 en sports équestres
Chronologie des sports équestres
- 1959 en sports équestres - 1960 en sports équestres - 1961 en sports équestres

Cet article présente les faits marquants de l'année 1960 en sports équestres.

## Événements

### Septembre
- 5 septembre 1960 au 10 septembre 1960 : épreuves d'équitation aux jeux olympiques à Rome (Italie)[1].

### Année
- première édition du concours international de saut d'obstacles d'Hickstead.